# Рукопис 512

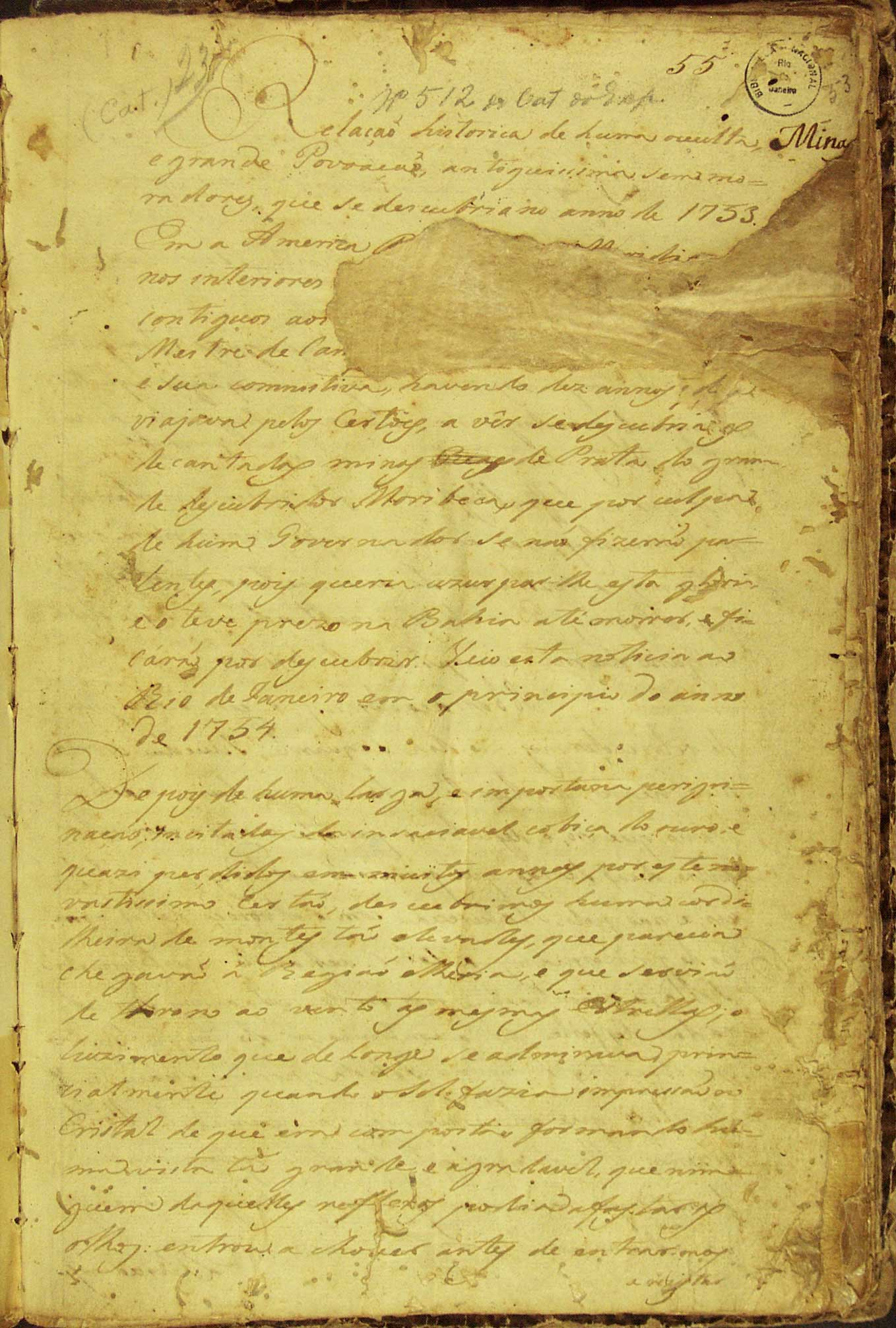
Перша сторінка Рукопису 512.

Рукопис 512 (Документ 512) — архівний рукопис, що був написаний в колоніальний період історії Бразилії, в наш час[коли?] зберігається в запаснику Національної бібліотеки Ріо-де-Жанейро.
Документ написаний португальською мовою назва в оригіналі Relação histórica de uma occulta e grande povoação antiguissima sem moradores, que se descobriu no anno de 1753
Рукопис 512 — найвідоміший документ Національної бібліотеки Ріо-де-Жанейро і з точки зору сучасної бразильської історіографії є «основою найбільшого міфу національної археології».
В наші дні доступ до оригіналу Рукопису суворо обмежений, хоча в зв'язку з проведеним оцифруванням книг Національної бібліотеки Ріо-де-Жанейро в мережі Інтернет останнім часом стала доступна електронна версія.

## Переклад російською мовою
- Анонімний автор (26 вересня 2009). Рукопись 512 (1754 год). www.kuprienko.info. Процитовано 27 вересня 2009.